# Distretto di Dagana
Dagana è uno dei 20 distretti (dzongkhag) che costituiscono il Bhutan. Il distretto appartiene al dzongdey centrale.

## Municipalità
Il distretto consta di quattordici gewog:
- gewog di Dorona
- gewog di Drujegang
- gewog di Gesarling
- gewog di Goshi
- gewog di Karna
- gewog di Karmaling
- gewog di Khebisa
- gewog di Lajab
- gewog di Lhamoy Zingkha
- gewog di Nichula
- gewog di Tashiding
- gewog di Tsangkha
- gewog di Tsendagana
- gewog di Tseza